# Скотт, Уолтер, 1-й лорд Скотт из Баклю
Уолтер Скотт, 5-й из Баклю, 1-й лорд Скотт из Баклю (англ. Walter Scott, 1st Lord Scott of Buccleuch; 1565 — 15 декабря 1611) — шотландский дворянин и пограничный рейдер, известный как «Смелый Баклю» и лидер рейда Кинмонта Вилли. Скотт был сыном сэра Уолтера Скотта, 4-го из Баклю (1549—1574), внука Уолтера Скотта из Бранксхолма и Баклю, и Маргарет Дуглас (? — 1640).

## Биография
Он был посвящён в рыцари королём Шотландии Яковом VI 17 мая 1590 года на коронации Анны Датской. Позже он был назначен хранителем Лиддесдейла и стражем западной марки на английской границе.
Баклю был замешан в бедах своего отчима, мятежного графа Ботвелла. Он выехал за границу в сентябре 1591 года, сначала отправившись в Италию с поэтом Уильямом Фаулером. В ноябре 1592 года Баклю было разрешено вернуться в Шотландию из Фландрии благодаря заступничеству Анны Датской по просьбе старой леди Фернихёрст. В 1594 году Баклю был вновь назначен хранителем Лиддесдейла.
В августе 1594 года Вальтер Скотт выступил на турнире во время крещения принца Генриха, одетый Амазонкой. В январе 1595 года он оказал влияние на королеву Анну Датскую, чтобы ходатайствовать за жизнь Джеймса Скотта из Бальвери, агента мятежных католических графов.
В апреле 1595 года и в 1597 году он совершил набег на Тиндейл в Англии с отрядом из 100 или 1000 человек. Они убили по меньшей мере 30 жителей и сожгли дома в Торнберне, Донкливуде, Стоко, Хордли-Хилл-Хаусе и других, включая дом вдовы Кэтрин Додд из Брантбэнка, причинили ущерб на сумму 191 фунт стерлингов и убили четырёх членов семьи Чарльтон в Бай-Хилл (ныне Чарльтон, Нортумберленд).

## Кинмонт Вилли
Будучи хранителем Лиддесдейла, Вальтер Скотт спас Кинмонта Вилли Армстронга из тюрьмы в Карлайле. Армстронг, известный пограничный рейдер, был захвачен английскими солдатами во главе с заместителем начальника тюрьмы Салкелдом 17 марта 1596 года в нарушение дня перемирия. Его отвезли в Карлайл и заключили в Карлайлский замок. Баклю, как хранитель Лиддесдейла, подал прошение английскому надзирателю Томасу Скрупу, 10-му барону Скрупу из Болтона за освобождение Армстронга, но безуспешно. Не имея возможности освободить Армстронга дипломатическими средствами, в ночь на 13 апреля 1596 года Баклю привёл отряд примерно из восьмидесяти человек в Карлайл. Оставив основную часть своих людей на небольшом расстоянии за городом, чтобы устроить засаду на любых преследователей, Баклю повел небольшой отряд налётчиков в замок, где был заключён Кинмонт Вилли Армстронг. Обнаружив, что их лестницы слишком коротки, чтобы взобраться на стены, группа налётчиков взломала задние ворота — или, что более вероятно, подкупила человека в замке, чтобы он открыл их для них, — обнаружила камеру Армстронга и освободила его, вернув его обратно через шотландскую границу. Ни с одной из сторон погибших не было.
Налёт на Карлайл привёл к дипломатическому инциденту между Англией и Шотландией, и война между двумя нациями казалась неизбежной, пока Баклю не сдался английским властям. Судимый и признанный виновным, Баклю был передан под стражу английскому мастеру артиллерии в Берике сэру Уильяму Селби, а затем отправлен в Лондон.
Когда Баклю прибыл в Лондон и был представлен королеве Елизавете I Тюдор, она спросила его, как он осмелился предпринять такое отчаянное и самонадеянное предприятие, Баклю, как сообщается, ответил: «Что это такое, чего человек не осмеливается сделать?» Хотя она, должно быть, не привыкла к таким ответам своих придворных дворян, Елизавета не только не обиделась на ответ, но, повернувшись к своему придворному лорду, сказала: «С десятью тысячами таких людей наш брат в Шотландии мог бы поколебать самый прочный трон Европы».
Родственник Баклю, автор сэр Вальтер Скотт, переписал хорошо известную балладу о набеге под названием «Кинмонт Вилли» в своём сборнике «Менестрель шотландской границы», том 1.
Он был назначен лордом парламента, как лорд Скотт из Баклю, в 1606 году (в соответствии с поручением короля Якова от 18 марта 1606 года).
С 1604 года до перемирия 1609 года Баклю возглавлял роту пограничников на службе Мориса Нассауского, принца Оранского, во время голландского восстания.
Вальтер Скотт, лорд Скотт из Баклю, скончался 15 декабря 1611 года и был похоронен в церкви Святой Марии в Хоике.

## Семья
Вальтер Скотт женился (контракт датирован 1 октября 1586 года) на Мэри Керр, дочери сэра Уильяма Керра из Сессфорда и Джанет Дуглас. У них было четверо детей:
- Вальтер Скотт, 1-й граф Баклю (умер 20 ноября 1633 года)
- Маргарет Скотт (умерла 5 октября 1651 года), 1-й муж — Джеймс Росс, 6-й лорд Росс, 2-й муж — Александр Монтгомери, 6-й граф Эглинтон
- Элизабет Скотт, которая вышла замуж (контракт датирован 22 ноября 1616 года) за Джона Крэнстоуна, позже за 2-го лорда Крэнстоуна
- Жан Скотт (умер после 21 ноября 1613 года).

У Скотта также была (по-видимому, от Делии, дочери капитана Томаса Батлера в Голландии) незаконнорожденная дочь Джин, которая вышла замуж за Роберта Скотта из Уитслейда. У него был незаконнорожденный сын Джон (вероятно, его следует отождествить с Джоном Скоттом, провостом Крайтона, который умер в 1646 году).